# Centre Culturel Oumarou Ganda

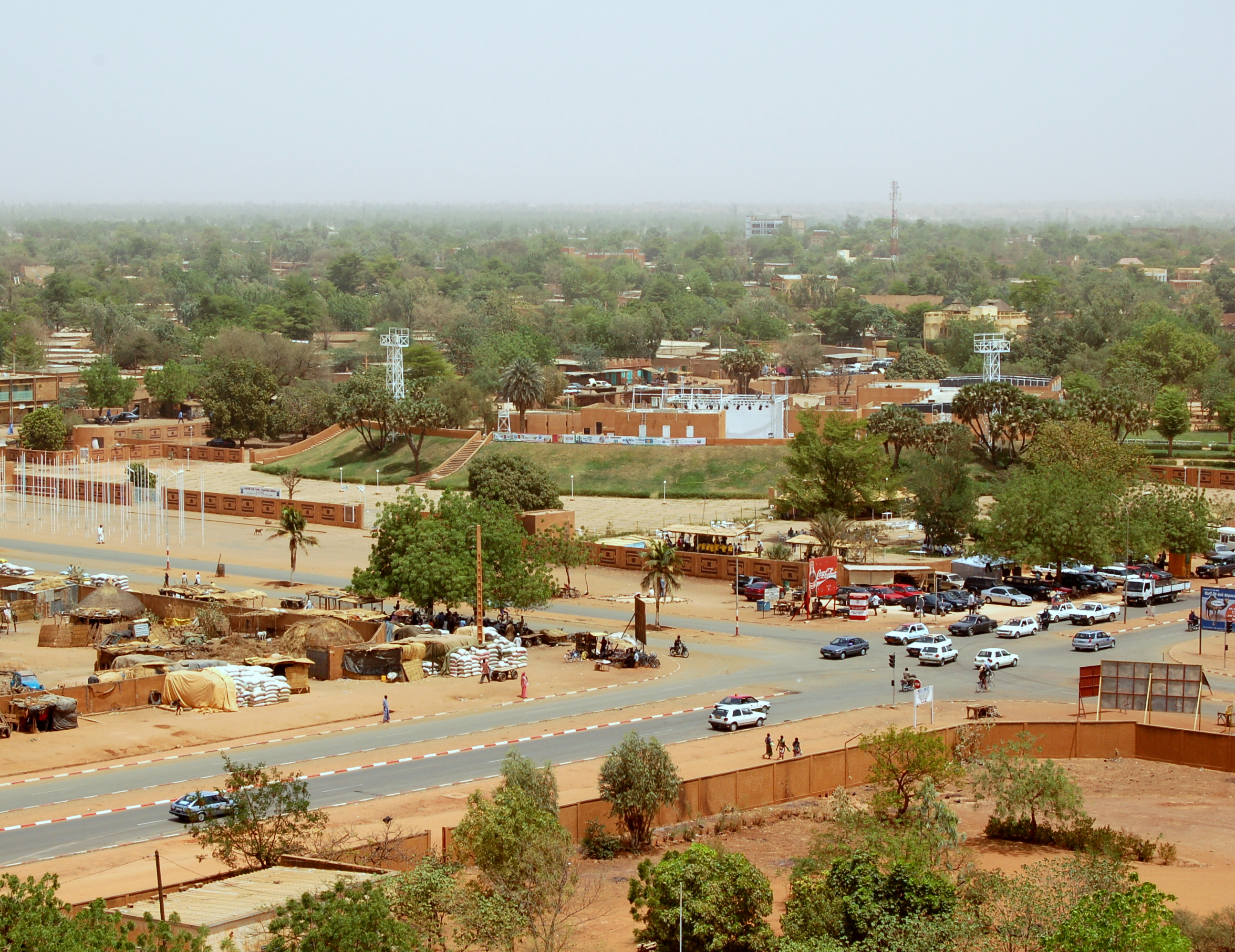
Blick von der Großen Moschee von Niamey auf den Centre Culturel Oumarou Ganda (2006)

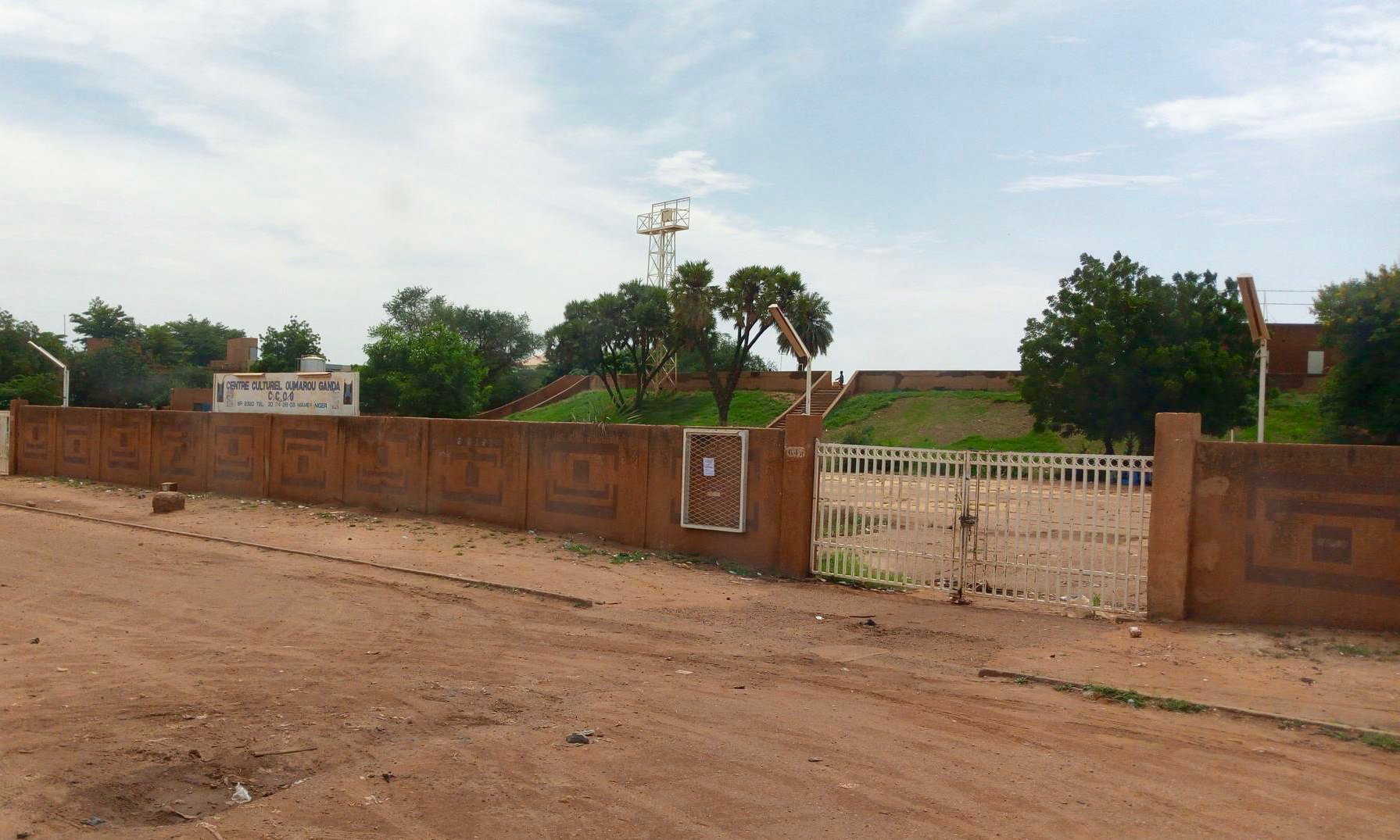
Tor und Amphitheater im Centre Culturel Oumarou Ganda (2018)

Der Centre Culturel Oumarou Ganda (CCOG) ist ein Kulturzentrum in der Stadt Niamey in Niger.

## Areal
Der Centre Culturel Oumarou Ganda liegt im Stadtviertel Route Filingué im Arrondissement Niamey IV. In der Nähe befinden sich der Busbahnhof und der Markt von Wadata.
Der CCOG dient wie der Centre Culturel Franco-Nigérien (CCFN), ein anderes wichtiges Kulturzentrum in Niamey, der Freizeitgestaltung. Er erstreckt sich über eine Fläche von acht Hektar. Hier finden Theateraufführungen, Konzerte und Filmvorführungen statt. Zum Gelände gehören ein Amphitheater, das 5000 Zuschauer fasst, eine Bar und eine Bibliothek mit französischsprachigen Büchern und Zeitschriften.
Der Bildhauer Issoufou Lankondé gestaltete für das Zentrum eine Büste von Oumarou Ganda. Die erste Fassung aus Gips stammte aus dem Jahr 1981. Nachdem diese beschädigt worden war, stellte Lankondé eine zweite Büste her.

## Geschichte
Das Kulturzentrum wurde errichtet, um als Veranstaltungsort der fünften Ausgabe des Festival National de la Jeunesse zu dienen, und wurde im April 1980 eröffnet. Im April 1981 wurde es nach dem kürzlich verstorbenen Filmregisseur Oumarou Ganda benannt.
Der populäre Schauspieler Yazi Dogo, der zuvor eine Theatertruppe in Zinder geleitet hatte, gründete 1983 die Troupe Théâtrale du CCOG, die bald nach ihm in Troupe Théâtrale Yazi Dogo umbenannt wurde. Das Ensemble, dem auch Oumarou Neïno angehörte, zählte zu den bekanntesten permanenten Theatertruppen des Landes, wozu Fernsehausstrahlungen von Aufführungen in der staatlichen Rundfunkanstalt ORTN beitrugen. Die Truppe veranstaltete alljährlich, üblicherweise im Februar, eine gut besuchte Theaterwoche mit Komödien im Centre Culturel Oumarou Ganda.
Der Musiker Malam Maman Barka wirkte ab 2009 als Direktor des CCOG. Das Zentrum erhielt im Jahr 2011 die Rechtsform eines établissement public à caractère administratif (EPA), das dem Kulturministerium untersteht, jedoch finanziell autonom agiert. Im Jahr 2017 wurde der Mittelschullehrer Souley Limane Korimi zum Leiter des CCOG ernannt.